# Duidaea
Duidaea é um género botânico pertencente à família Asteraceae.